# UFC Fight Night: Werdum vs. Tybura
UFC Fight Night: Werdum vs. Tybura（ユーユーエフシー・ファイトナイト：ヴェウドゥム・バーサス・ティブラ、別名UFC Fight Night 121）は、アメリカ合衆国の総合格闘技団体「UFC」の大会の一つ。2017年11月19日、オーストラリア・ニューサウスウェールズ州シドニーのクードス・バンク・アリーナで開催された。

## 大会概要
本大会ではファブリシオ・ヴェウドゥムとマルチン・ティブラによるヘビー級戦が組まれた。
キャリア5戦全勝のAustralian FCヘビー級王者タイ・トゥイバサがUFCデビュー。

## 試合結果

### アーリープレリム
第1試合 ヘビー級 5分3R
○  アダム・ウィチョレク  vs.  アンソニー・ハミルトン ×
3R終了 判定3-0（29–28、29-28、29-28）
第2試合 フライ級 5分3R
○  エリック・シェルトン vs.  ジェネル・ラウザ  ×
3R終了 判定3-0（30-27、30–26、30–25）
第3試合 54.4kg契約 5分3R
○  ナディア・カッセム vs.  アレックス・チェンバース ×
3R終了 判定3-0（29–28、29–27、29–27）
※カッセムの体重超過によりストロー級から変更。

### プレリミナリーカード
第4試合 72.5kg契約 5分3R
○  フランク・カマチョ vs.  ダミアン・ブラウン ×
3R終了 判定2-1（28–29、30–27、29-28）
※カマチョの体重超過によりライト級から変更。
第5試合 ヘビー級 5分3R
○  タイ・トゥイバサ vs.  ラシャド・コールター ×
1R 4:35 KO（左跳び膝蹴り）
第6試合 ライト級 5分3R
○  ニック・レンツ vs.  ウィル・ブルックス ×
2R 2:05 ギロチンチョーク
第7試合 58.5kg契約 5分3R
○  ライアン・ベノワ vs.  アシュカン・モクタリアン ×
3R 2:38 KO（右ハイキック）
※ベノワの体重超過によりフライ級から変更。

### メインカード
第8試合 68.0kg契約 5分3R
○  アレクサンダー・ヴォルカノフスキー vs.  シェーン・ヤング ×
3R終了 判定3-0（30-27、30–26、30–26）
第9試合 ミドル級 5分3R
○  イライアス・テオドロウ vs.  ダニエル・ケリー ×
3R終了 判定3-0（30–28、30–27、30–26）
第10試合 ウェルター級 5分3R
○  ジェイク・マシューズ vs.  ボヤン・ベリチコビッチ ×
3R終了 判定2-1（28–29、29–28、29-28）
第11試合 ウェルター級 5分3R
○  ベラル・ムハマッド vs.  ティム・ミーンズ ×
3R終了 判定2-1（29–28、28–29、29-28）
第12試合 58.1kg契約 5分3R
○  ジェシカ＝ローズ・クラーク  vs.  ベック・ローリングス ×
3R終了 判定2-1（29–28、28–29、29-28）
※クラークの体重超過によりフライ級から変更。
第13試合 ヘビー級 5分5R
○  ファブリシオ・ヴェウドゥム vs.  マルチン・ティブラ ×
5R終了 判定3-0（50–45、50–45、49–46）

### 各賞
ファイト・オブ・ザ・ナイト： フランク・カマチョ vs. ダミアン・ブラウン
パフォーマンス・オブ・ザ・ナイト： ニック・レンツ、タイ・トゥイバサ
各選手にはボーナスとして5万ドルが授与された。

### カード変更
負傷などによるカードの変更は以下の通り。